# شهرستان اسکات (میسیسیپی)
شهرستان اسکات، میسیسیپی (به انگلیسی: Scott County, Mississippi) یک سکونتگاه مسکونی در ایالات متحده آمریکا است که در ایالت میسیسیپی واقع شده‌است.